# Маджма аз-заваид
Маджму аз-заваид ва манба аль-фаваид (араб. مجمع الزوائد ومنبع الفوائد‎) — вторичный сборник суннитских хадисов, написанный Али ибн Абу Бакром аль-Хайсами (1335—1404). В нём собраны «уникальные» хадисы из более ранних первичных сборников.

## Описание

### Аз-Заваид
По прошествии столетий некоторые авторы начали составлять «вторичные» сборники хадисов, производные от «первичных» сборников, с иснадами, связывающими содержащиеся в них хадисы с их источниками. Одним из методов составления этих работ был аз-заваид, извлечение любого «уникального» хадиса, найденного в одном сборнике, но отсутствующего в другом. Чаще всего извлекаются хадисы из одного сборника, которых нет в шести канонических сборниках хадисов (Кутуб ас-ситта).

### Маджма аз-Заваид
Маджма аз-заваид является ярким примером методологии аз-заваида для составления хадисов. Он содержит хадисы, извлечённые из Муснада Ахмада ибн Ханбаля, Муснада Абу Я’ли аль-Мавасили, Муснада Абу Бакра аль-Базара и трёх сборников ат-Табарани: аль-Муджам аль-Кабир, аль-Муджам аль-Авсат и аль-Муджам ас-Сагир . Хадисы, собранные аль-Хайсами, отсутствуют в шести канонических сборниках хадисов: Сахих Бухари, Сахих Муслим, Сунан ан-Насаи, Сунан Абу Дауда, Сунан ат-Тирмизи и Сунан Ибн Маджи.
Он считается вторичным, поскольку был собран из предыдущих сборников хадисов и не включает иснад хадиса. Несмотря на то, что его первоисточники в основном организованы как муснады, Маджма аз-заваид организован в виде сборника сунан — по тематическим названиям глав, относящихся к юриспруденции. Автор комментирует достоверность каждого хадиса и даёт оценку некоторым передатчикам. Однако считается, что он был несколько снисходителен в своих суждениях относительно хадисов, которые он оценил.
Аль-Каттани описал аль-Маджма аз-заваид как одну «из самых полезных книг хадисов, или, скорее, нет книги, сравнимой с ней, а эквивалент ещё не написан».

## Публикации
- Издано в Каире 1352—1353 гг. хиджры / 1933—1934 гг. н. э.
- Издано Муассашем аль-Маарифом в Бейруте в 1986 году, всего 10 разделов в 5 томах — по 2 раздела в томе. Он включает редактирование аль-Ираки и Ибн Хаджара аль-Аскалани.